# 川崎市立図書館
川崎市立図書館（かわさきしりつとしょかん）は神奈川県川崎市にある公共図書館である。

## 概要
現在の図書館は7館と5分館と1閲覧所があり、実質的な中央図書館は中原図書館が担っている。
- 川崎市立川崎図書館
  - 大師分館
  - 田島分館
- 川崎市立幸図書館
  - 日吉分館
- 川崎市立中原図書館
- 川崎市立高津図書館
  - 橘分館
- 川崎市立宮前図書館
- 川崎市立多摩図書館
  - 菅閲覧所
- 川崎市立麻生図書館
  - 柿生分館

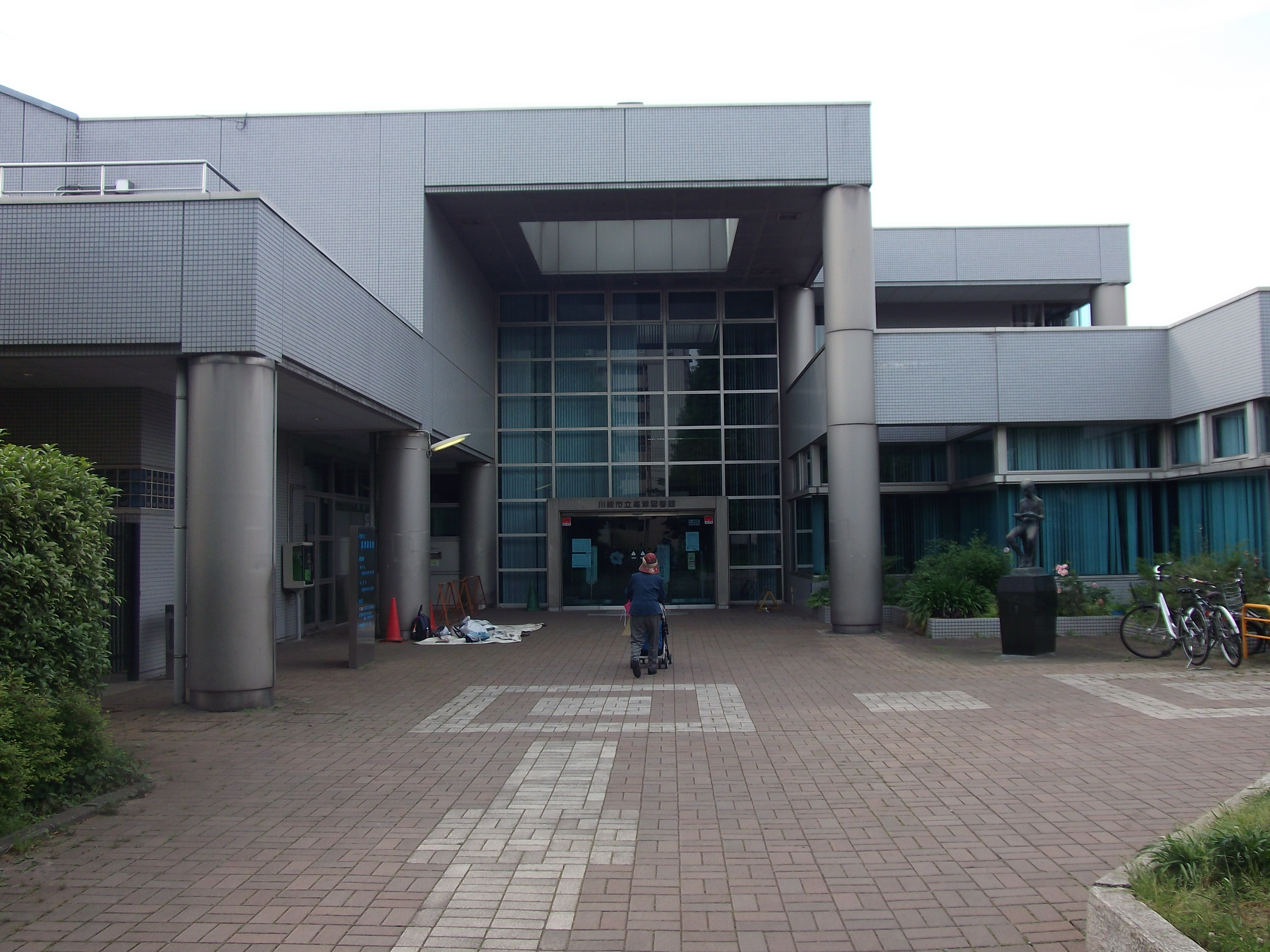
高津図書館
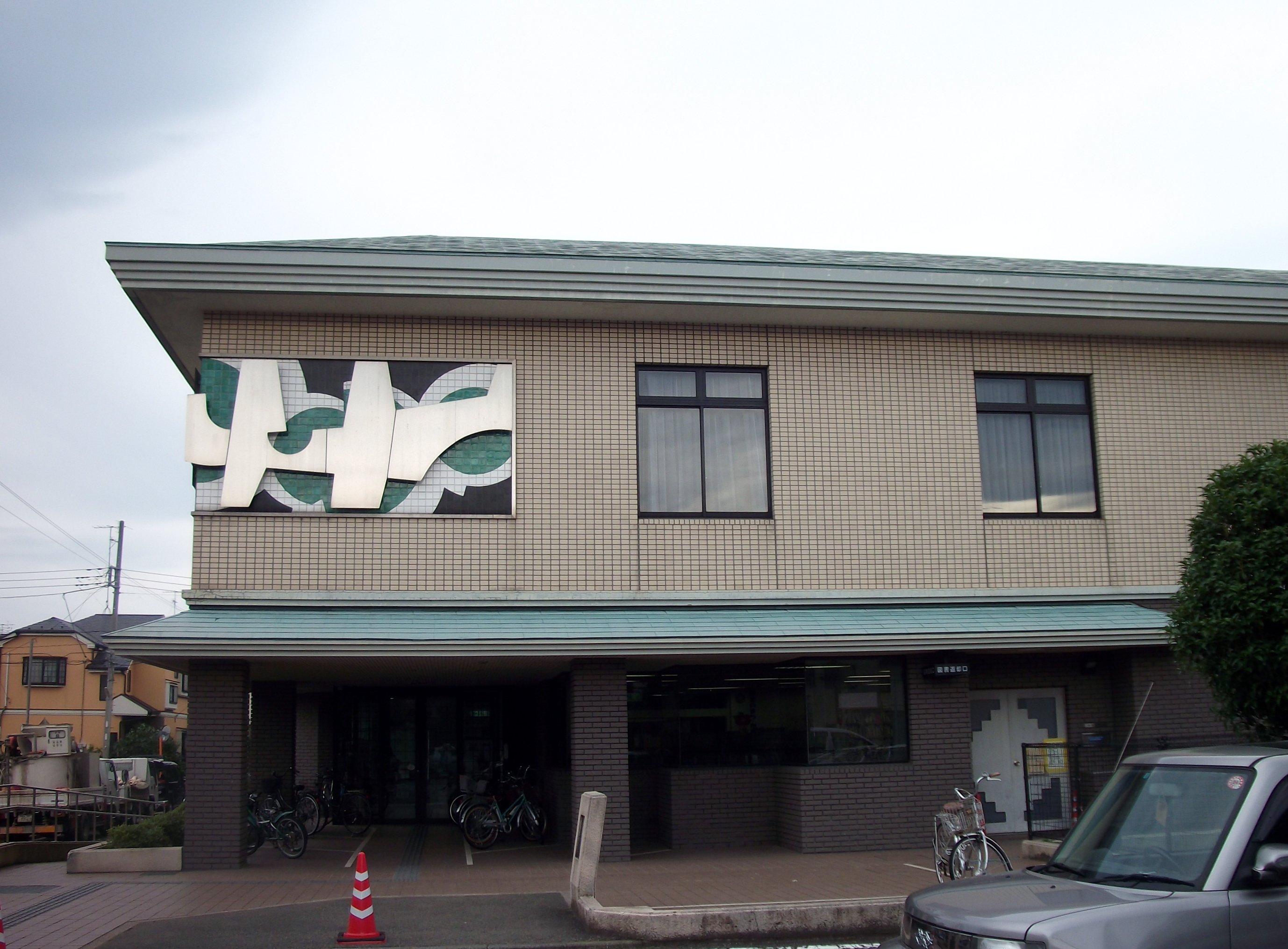
高津図書館橘分館（プラザ橘）
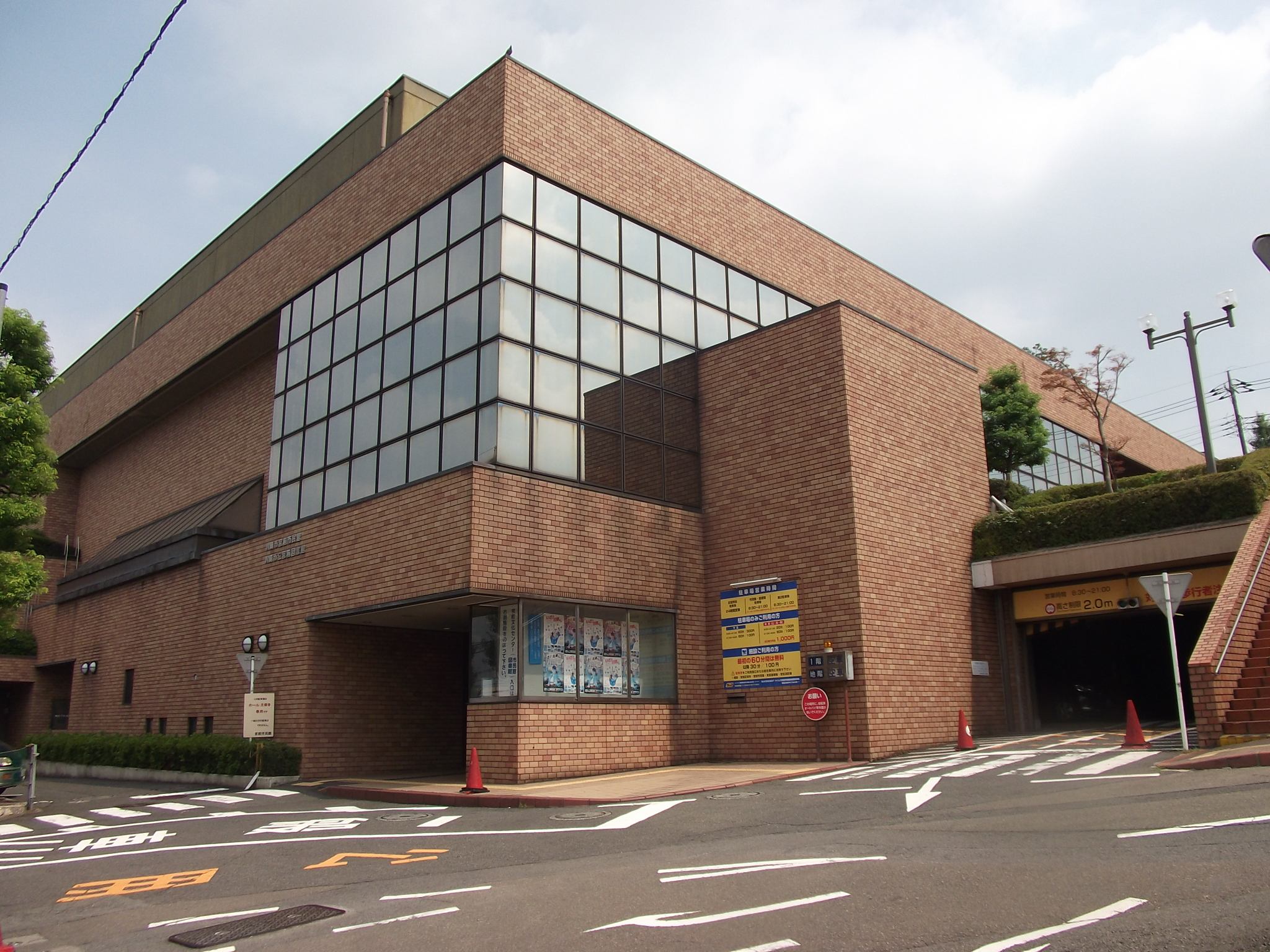
宮前図書館
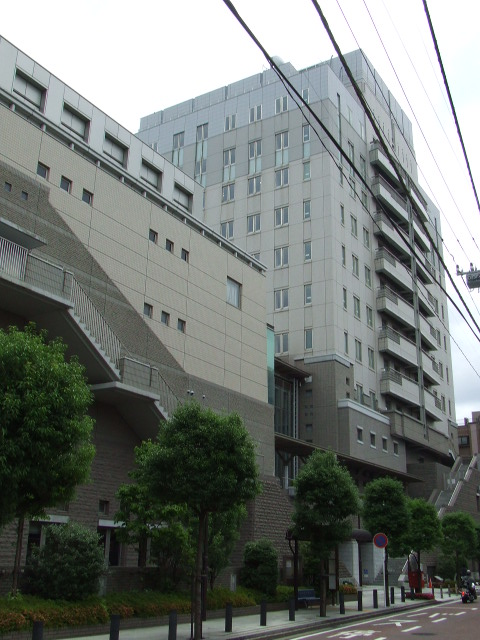
多摩図書館の入居する多摩区総合庁舎
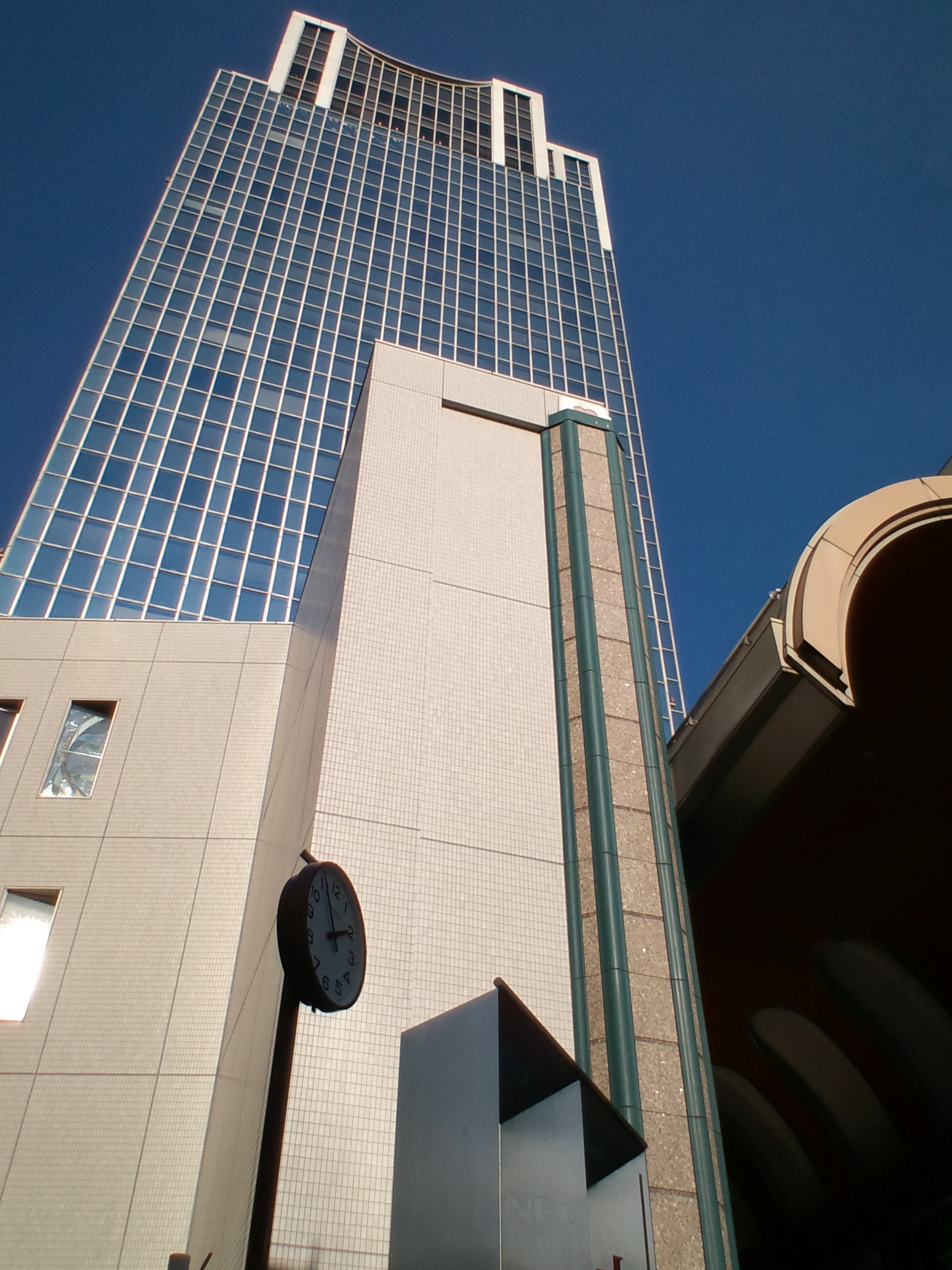
川崎図書館が入居する川崎駅前タワー・リバーク
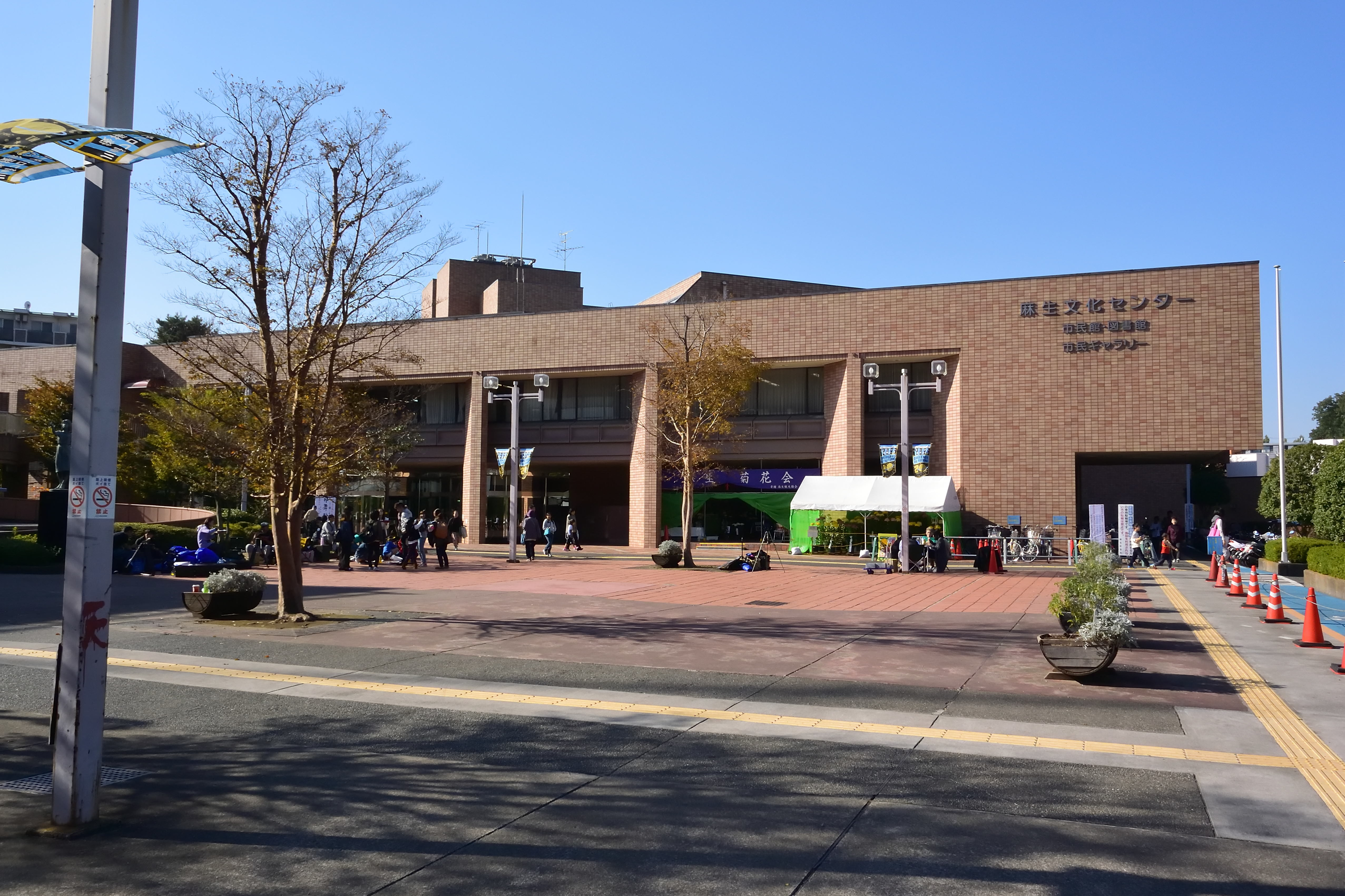
麻生図書館が入居する麻生文化センター

## 歴史
- 1923年12月 橘樹郡田島町の田島尋常高等小学校内に田島町立図書館を開設。
- 1927年4月 田島町が川崎市に編入し田島町立図書館が川崎市立図書館になった。
- 1929年3月 橘樹郡高津町の高津尋常高等小学校内に高津町立図書館を開設。
- 1937年4月 高津町が川崎市に編入し、高津町立図書館は川崎市立高津図書館となる。
- 1947年4月 川崎市立図書館、中原、稲田に図書館閲覧所を設置。
- 1960年4月 川崎市立中央図書館の名称を中原図書館と改称し開館。
- 1963年10月 川崎市立稲田図書館（現川崎市立多摩図書館）開館。
- 1965年9月 川崎市立高津図書館、新築開館。
- 1972年4月 川崎市立稲田図書館、政令指定都市施行に伴い、川崎市立多摩図書館と名称変更。
- 1980年7月 川崎市立幸図書館開館。
- 1985年7月 川崎市立宮前図書館、川崎市立麻生図書館開館。
- 1992年10月 幸図書館田島分館（現川崎図書館田島分館）開館。
- 1993年9月 多摩図書館菅閲覧所開所。10月 橘分館開館。
- 1995年4月 川崎市立川崎図書館開館。1区1館体制となる。11月 川崎図書館大師分館開館。
- 2003年6月 川崎市麻生区の川崎市立柿生小学校内に麻生図書館柿生分館開館。7月 幸図書館日吉分館開館。
- 2004年11月 稲城市と相互貸借協定を締結。12月 狛江市と相互貸借協定を締結。
- 2012年12月 移転のため、中原図書館が休館。
- 2013年4月 武蔵小杉駅直結の新しい中原図書館がオープン。ICタグと自動貸出機が導入された。

## 交通

### 川崎区
- 川崎市立川崎図書館[1]
JR東海道線・京浜東北線川崎駅東口・京急本線・大師線京急川崎駅から徒歩5分 川崎駅前タワー・リバーク内4F
  - 大師分館
京急大師線川崎大師駅から徒歩5分 パークホームズ内2F プラザ大師
  - 田島分館
大島3丁目バス停から徒歩2分 カルナーザ川崎内4F プラザ田島

### 幸区
- 川崎市立幸図書館
南武線矢向駅から徒歩15分 幸文化センター内
  - 日吉分館
夢見ケ崎動物公園前バス停から徒歩3分、横須賀線新川崎駅から徒歩15分 幸区日吉合同庁舎3F

### 中原区
- 川崎市立中原図書館
JR南武線・東急東横線武蔵小杉駅 下車徒歩1分 駅前複合ビル5・6階

### 高津区
- 川崎市立高津図書館
東急田園都市線高津駅から徒歩5分
  - 橘分館
子母口住宅前バス停から徒歩6分、西ケ崎橋バス停から徒歩3分 プラザ橘内

### 宮前区
- 川崎市立宮前図書館
東急田園都市線宮前平駅から徒歩10分 宮前文化センター内

### 多摩区
- 川崎市立多摩図書館
小田急小田原線向ヶ丘遊園駅から徒歩5分 多摩区総合庁舎内
  - 菅閲覧所
京王相模原線京王稲田堤駅から徒歩5分 TKプラザビル3F・4F

### 麻生区
- 川崎市立麻生図書館
小田急小田原線新百合ヶ丘駅から徒歩5分 麻生文化センター内
  - 柿生分館
小田急小田原線柿生駅から徒歩5分 川崎市立柿生小学校内